# Rivö

Rivö är en ö i Göteborgs södra skärgård. Ön är cirka 0,8 km² stor och sparsamt beväxt. Den är obebodd, men används av de boende på närliggande Asperö för bete för frigående får och hästar. På ön finns flera tomtningar som är rester från bosättningar under sillperioderna. Det finns även två ödekyrkogårdar.

## Historia
Man har funnit flintaredskap på Rivö som tyder på bosättningar från stenåldern. Sedan flera hundra år har Rivö nyttjats till bete för kor och får av de boende på Asperö.
Det finns flera gamla gravsättningar på Rivö. De två största är Kolerakyrkogården på sydsidan. En steninhägnad på 13mx18m. Och ett gravfält söder om nordvästra näset, Brandnäs. Där kan 52 sjömän ligga begravda, som stupade i amiral Peter Tordenskjolds misslyckade anfall mot Göteborg 1717. Men gravfältet var troligen en begravningsplats mycket tidigare.

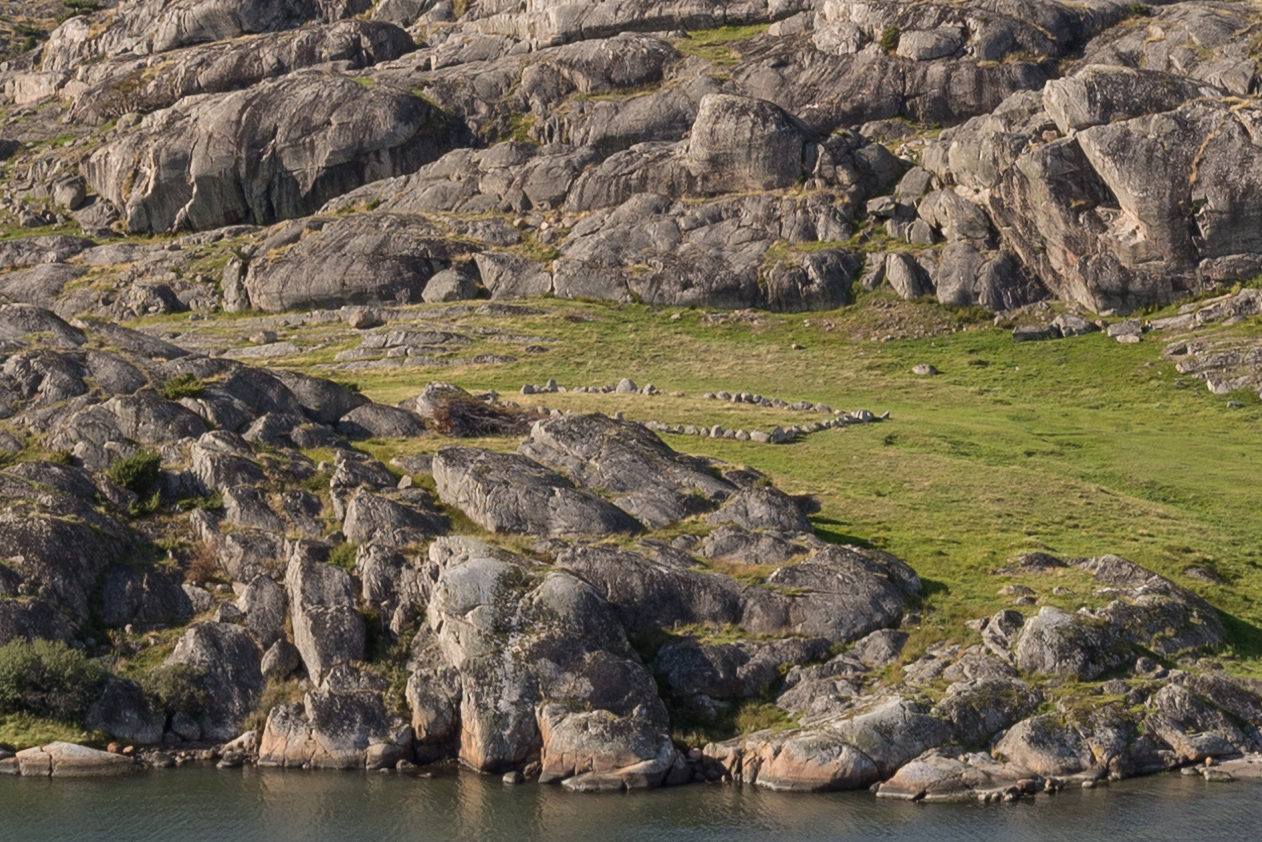
Kolerakyrkogård på Rivö